# Palla (Glauchau)

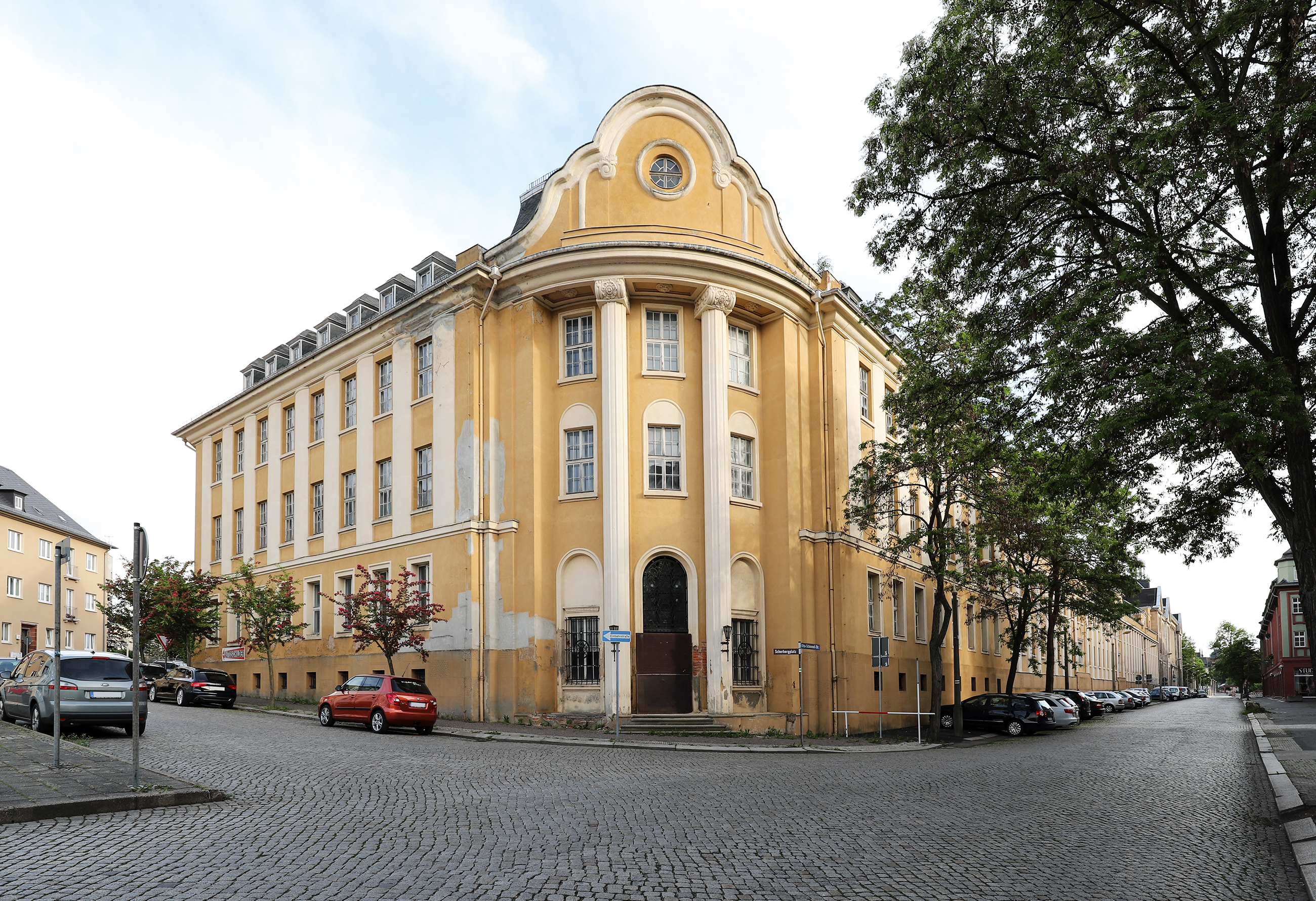
Verwaltungsgebäude der Weberei Boeßneck & Meyer, erbaut 1927

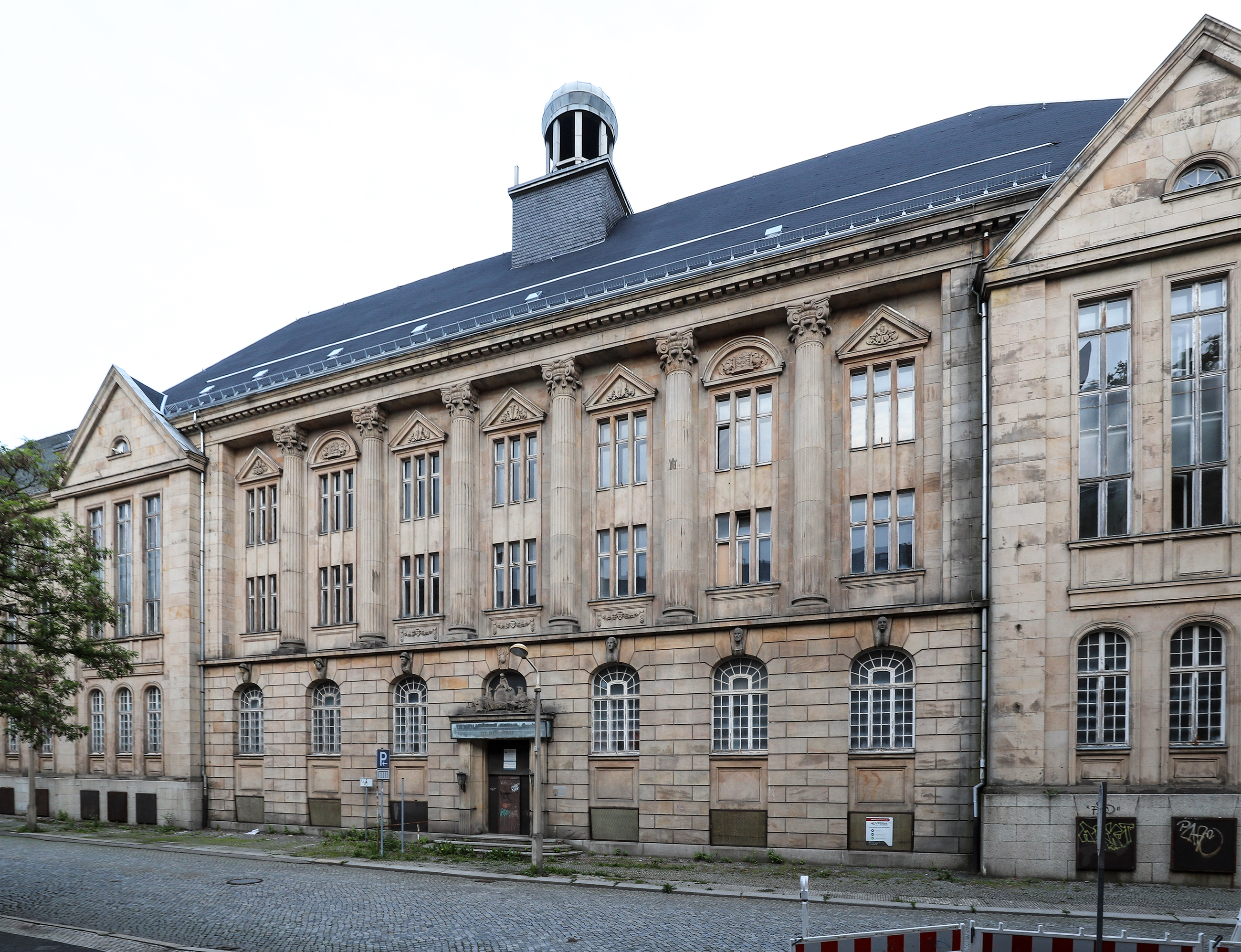
Verwaltungsgebäude der Weberei Ernst Seifert GmbH, erbaut 1928

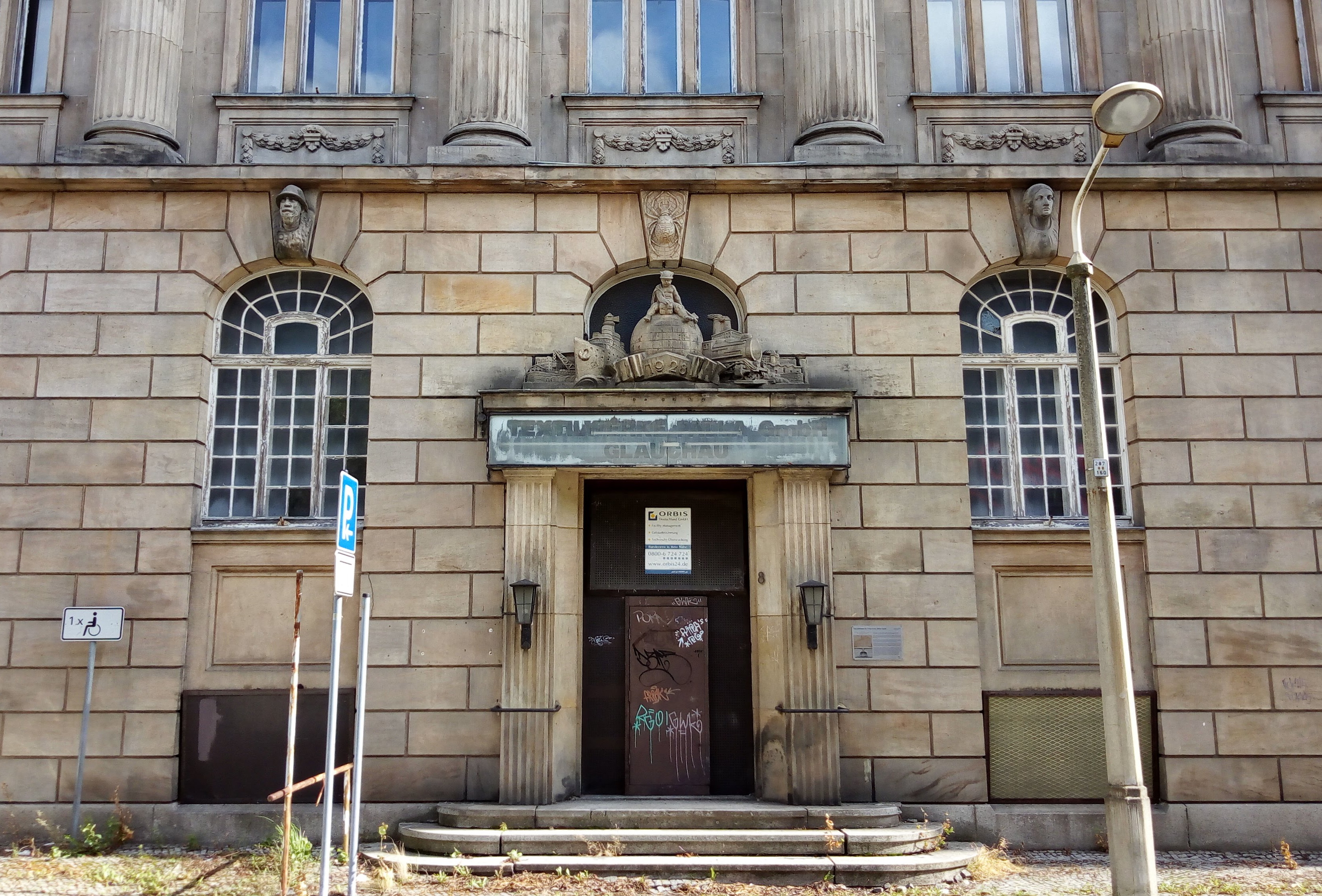
Portal des Verwaltungsgebäudes mit Weltkugel

Palla bezeichnet eine Ensemble von ehemaligen Industriebauten am Scherbergplatz 1, in der Otto-Schimmel-Straße 8 und 8a und der Erich-Fraaß-Straße 24 in Glauchau. Es ist unter der Nr. 09241442 in der Liste der Kulturdenkmale in Glauchau eingetragen.

## Geschichte

### Stadtentwicklung
Die Stadt Glauchau gehörte einst zu den bedeutendsten Textilstädten in Deutschland. Nach dem Eisenbahnanschluss 1858 und dem Bau des neuen Bahnhofs am Glauchauer Scherberg wurde den Flächen zwischen Bahnhof und Innenstadt neu erschlossen. 1923 entstand zur direkten Verbindung zwischen Innenstadt und Bahnhof die Scherbergbrücke, über welche heute die Otto-Schimmel-Straße führt. Danach wurden an jener Straße die Webereien Ernst Seifert sowie Boeßneck & Meyer sowie neue Wohnhäuser gebaut. 1928 siedelte auch die städtische Feuerwehr an die Schlachthofstraße über. Bis 1940 entstanden auf den verbliebenen Flächen weitere Fabriken sowie dem Finanzamt und die Überlandwerke AG Glauchau.

### Boeßneck & Meyer
Die Firma Boeßneck & Meyer war ein Zusammenschluss zweier Unternehmer, die schon 1886 in der Karlstraße ein gemeinsames Kontor unter dem Namen gegründet hatten. Die Produktion der Webwaren erfolgte zunächst noch in Lohnarbeit. Um die Qualität zu erhöhen und die Fertigung zu zentralisieren, wurde 1924 eine eigene Weberei auf dem Scherberg, direkt gegenüber vom berühmten Hotel Glauchauer Hof, errichtet. Den Abschluss bildete das 1927 vom Architekten Adolf Krebs errichtete Eckgebäude mit dem Verwaltungs- und Kontorräumen. Geschäftsführer der Firma war Rudolf Franz, der die Weberei zu einem der bedeutendsten Webereiunternehmen im westsächsischen Textilrevier führte. Jedoch im 2. Weltkrieg fehlten die Heeresaufträge und so drohte die Zwangsstilllegung des Werkes. 1944 gab es dazu Verhandlungen zwischen der Firma Boeßneck & Meyer sowie den Junkers-Werken Dessau zur Einrichtung einer Teilemontage für Bomberflugzeuge aus der Flugzeugwerft Leipzig. Diese starke Machtausdehnung sowie eine Eingliederung in Militärstrukturen führten zur Enteignung des Unternehmens im Jahr 1948.

### Ernst Seifert
Der Firmengründer Ernst Seifert stammte aus einer armen Weberfamilie aus Mülsen bei Zwickau. 1920 bezog er in Glauchau eine kleine Wohnung am Leipziger Platz und baute dort als „Ernst Seifert GmbH“ seine erste eigene Weberei auf, nachdem er zuvor seinen Direktorenposten in der Weberei „Tasch’s Nachf.“ aufgegeben hatte. Das Unternehmen wuchs rasant. 1922 wurde ein neues Werk am Scherberg gebaut. Neben einer neuen Webhalle mit flachen Kopfbau entstand hier auch seine eigene Fabrikantenvilla. Die Weberei krönte er zwischen 1926 und 1928 mit dem finalen Verwaltungsbau als Lückenschluss zur damaligen Scherbergstraße (heutige Otto-Schimmel-Straße). Architekt des neoklassizistischen Baus war Reinhold Ulrich, Dresden. Kernprodukte waren vorwiegend Damenkleiderstoffe aus Wolle und Seide, gewebt auf zirka 500 Webstühlen.

### Die Entwicklung zur DDR-Zeit
1946 wurde das Unternehmen Ernst Seifert sequestriert, Seifert floh in der Folge 1948 mit seiner Familie nach Westdeutschland. Die Textilfabriken wurde 1949 in Folge der Textilschieberprozesse von Glauchau-Meerane endgültig enteignet. 1951 wurden beide Webereien unter der Bezeichnung „VEB Palla-Textilwerke Glauchau“ als Verwaltung und Hauptwerk der Vereinigung Volkseigener Betriebe Wollen- und Seidenwebereien II Glauchau angegliedert. Diese wurden später ein Stammbetrieb im Kombinat Wolle und Seide mit Hauptsitz in Meerane.

### Abbruchdiskussion
Seit ca. 2000 stehen die Gebäude leer. 2008 erfolgte der Abriss der rückwärtigen Produktionshallen. 2012 beschloss der Stadtrat Glauchau, auch den Baukomplex entlang der Otto-Schimmel-Straße abzureißen. Das stieß auf vielfältigen Protest. Unter anderem wurde eine Petition an den Stadtrat der Stadt Glauchau gerichtet, die von über 1300 Menschen unterschrieben wurde. Ziel der Aktion war, den Stadtratsbeschluss aus dem Jahr 2012 aufzuheben, der den Abriss der denkmalgeschützten Gebäude am Scherbergplatz und entlang der Otto-Schimmel-Straße vorsah. Die Stadt solle einen neuen Beschluss fassen, der den Erhalt der Palla fokussiert und formuliert und einen entsprechenden einen Investor für den Komplex finden. Initiatoren waren der Denkmalverein Glauchau gemeinsam mit der Initiative Industriekultur Ost, die damit argumentierte, dass es sich hier einen im Neoklassizismus und Neobarock errichteten Bau halte, der zu den größten und architektonisch wertvollsten Industriebauwerken in Sachsen gehöre. Das Gebäude sei damit für die alte Industriestadt stadtbildprägend und bildet einen Identitätskern einer ganzen Region. Am 9. Februar 2020 reichte der Architekt Elmar Nolte eine Petition zur Erhaltung des Denkmälerensembles an den Petitionsausschuss des für den Denkmalschutz zuständigen Freistaates Sachsen ein, über die der sächsische Landtag entscheiden wird. Am 11. Oktober 2021 informierte der Petitionsausschuss, dass sich im Spätsommer 2020 ein Investor gefunden habe, der sämtliche Bestandsgebäude zu Wohnungen umnutzen wolle. Der Glauchauer Stadtrat habe 25. Februar 2020 unter dieser Prämisse einem Verkauf an den Investor zugestimmt. Aus denkmalpflegerischer Sicht sei die dargestellte Entwicklung in Richtung des Fortbestandes und einer Instandsetzung des ehemaligen Industriekomplexes der Pallawerke begrüßenswert. Die Petition wurde daher als erledigt erklärt.